# 이스타디우 Dr. 마갈량이스 페소아
이스타디우 Dr. 마갈량이스 페소아(포르투갈어: Estádio Dr. Magalhães Pessoa)는 포르투갈 레이리아에 위치한 축구 경기장으로, UD 레이리아의 홈구장으로 사용되고 있으며 30,000명을 수용할 수 있다. UEFA 유로 2004 경기장으로 선정되었다.